# BRZRKR
BRZRKR est une série de bande dessinée américaine scénarisée par Keanu Reeves et Matt Kindt et dessinée par Ron Garney, publiée par Boom! Studios en douze fascicules et rassemblé en un total de trois volumes reliés sortis entre 2021 et 2023. La version française de la série est publiée par Delcourt dans la collection Contrebande.

## Genèse
BRZRKR est une série de comics créée et scénarisée par Keanu Reeves et Matt Kindt, et dessinée par Ron Garney. Le comics suit un guerrier immortel, connu sous le nom de Berzerker, alors qu'il combat à travers les âges. Le premier fascicule sur les douze composant la série sort le 3 mars 2021 par Boom! Studios,. Il rassemble plus de 1,4 million de dollars lors d'une campagne de financement participatif sur Kickstarter.

## Publication

### Publications originales
| Titre         | Numéros reliés | Date de publication | ISBN                  |
| ------------- | -------------- | ------------------- | --------------------- |
| BRZRKR Vol. 1 | BRZRKR #1–4    | novembre 2021       | (ISBN 978-1684156856) |
| BRZRKR Vol. 2 | BRZRKR #5–8    | septembre 2022      | (ISBN 978-1684158157) |
| BRZRKR Vol. 3 | BRZRKR #9–12   | octobre 2023        | (ISBN 978-1684157129) |

### Publications françaises
- BRZRKR, Delcourt :

1. Tome 1, 15 mars 2023  (ISBN 9782413045144)
2. Tome 2, 27 septembre 2023  (ISBN 9782413045151)
3. Tome 3, 17 janvier 2024  (ISBN 9782413045168)

## Réception
Le premier fascicule est vendu à 615 000 exemplaires, faisant de ce numéro l'exemplaire de comics le plus vendu depuis le no 1 de Star Wars en 2015.

## Adaptation télévisuelle
Le 22 mars 2021, Netflix annonce le développement d'une adaptation en film en prise de vue réelle ainsi qu'une série d'animation avec Keanu Reeves dans le rôle principal. En octobre 2021, le scénario du film était en cours de rédaction par Mattson Tomlin (en).
En juillet 2022, lors d'une présentation de Keanu Reeves au San Diego Comic-Con 2022, il est annoncé que la serie animée sera produite Production I.G et aura deux saisons.